# Murray Mendenhall (1925)
Murray Joseph Mendenhall jr. (Fort Wayne, 22 ottobre 1925 – Fort Wayne, 7 febbraio 2014) è stato un cestista e allenatore di pallacanestro statunitense, professionista nella NBL.
Era il figlio di Murray Mendenhall sr.

## Carriera
Dopo il diploma alla Fort Wayne Central High School, giocò una stagione alla Rice University, dove vinse il titolo della Southwest Conference. Dopo due anni nella U.S. Navy, tornò nella NCAA a Indiana.
Dopo il college disputò una stagione negli Anderson Duffey Packers, guidati dal padre, Murray Mendenhall sr., dove giocò 60 partite con 2,8 punti di media.
Al termine della carriera da giocatore allenò diversi anni a livello di high school.

## Palmarès
- Campione NBL (1949)